# بيتر لويس ألين
بيتر لويس ألين (بالإنجليزية: Peter Lewis Allen)‏ هو أكاديمي أمريكي، ولد في 1957.